# 莫羅鎮區 (密蘇里州摩根縣)
莫羅鎮區（英語：Moreau Township）是位於美國密蘇里州摩根縣的一個行政鎮區。

## 地方資料
莫羅鎮區的面積為330.74平方千米，當中陸地面積為330.46平方千米，而水域面積為0.28平方千米。根據2020年美國人口普查的數據，當地共有人口6183人，而人口密度為每平方千米18.69人。